# Thorectes sericeus
Thorectes sericeus är en skalbaggsart som beskrevs av Henri Jekel 1865. Thorectes sericeus ingår i släktet Thorectes och familjen tordyvlar. Inga underarter finns listade i Catalogue of Life.